# Niszczyciele typu Marcílio Dias
Niszczyciele typu Marcílio Dias – brazylijskie niszczyciele z czasów II wojny światowej i okresu „zimnej wojny”. W latach 1937–1943 w stoczni Arsenal de Marinha do Rio de Janeiro na Ilha das Cobras zbudowano trzy okręty tego typu. Jednostki weszły w skład Marinha do Brasil w listopadzie 1943 roku, a ze służby wycofano je w latach 1966–1972.

## Projekt i budowa
Niszczyciele typu Marcílio Dias były pierwszymi jednostkami tej klasy zbudowanymi w Brazylii. Projekt okrętów został pozyskany z USA na prośbę szefa sztabu marynarki – były to plany aktualnie budowanych amerykańskich niszczycieli typu Mahan. Okręty miały być uzbrojone według projektu w pięć dział uniwersalnych kal. 127 mm, cztery działka plot. kal. 20 mm i 12 wyrzutni torped kal. 533 mm w trzech poczwórnych aparatach, jednak podczas długiego czasu budowy postanowiono wzmocnić uzbrojenie przeciwlotnicze i POP, kosztem jednego działa kal. 127 mm i dwóch aparatów torpedowych. Niszczyciele otrzymały większość wyposażenia produkcji amerykańskiej, m.in. turbiny parowe, kotły, systemy kierowania ogniem czy sonary.
Wszystkie okręty typu Marcílio Dias zbudowane zostały w stoczni Arsenal de Marinha do Rio de Janeiro, położonej na wyspie Ilha das Cobras w Rio de Janeiro. Stępki okrętów położono w maju 1937 roku, a zwodowane zostały w latach 1940–1941. Niszczyciele oddano do służby z przestarzałym uzbrojeniem pochodzącym z wycofanych ze służby okrętów, po czym w USA otrzymały właściwe uzbrojenie produkcji amerykańskiej. Nazwa typu pochodzi od pierwszej zwodowanej jednostki - „Marcílio Dias”, nazwanej na cześć brazylijskiego bohatera narodowego z okresu wojny paragwajskiej.
| Okręt                  | Stocznia        | Początek budowy | Wodowanie       | Wejście do służby |
| ---------------------- | --------------- | --------------- | --------------- | ----------------- |
| „Mariz e Barros” (M-1) | Ilha das Cobras | 8 maja 1937     | 28 grudnia 1940 | 29 listopada 1943 |
| „Marcílio Dias” (M-2)  | Ilha das Cobras | 8 maja 1937     | 20 lipca 1940   | 29 listopada 1943 |
| „Greenhalgh” (M-3)     | Ilha das Cobras | 8 maja 1937     | 8 lipca 1941    | 29 listopada 1943 |

## Dane taktyczno-techniczne
Okręty były dużymi niszczycielami, z typowym dla tej klasy okrętów uzbrojeniem i wyposażeniem. Długość całkowita wynosiła 108,8 metra (103,9 m między pionami), szerokość 10,6 metra i zanurzenie 3 metry (maksymalne 3,66 m). Wyporność standardowa wynosiła 1500 ton, a pełna 2200 ton. Okręty napędzane były przez dwie turbiny parowe General Electric z przekładniami redukcyjnymi o łącznej mocy 42 800 koni mechanicznych (KM), do których parę dostarczały cztery wysokociśnieniowe kotły wodnorurkowe Babcock & Wilcox. Dwuśrubowy układ napędowy pozwalał osiągnąć prędkość 36,5 węzła. Energię elektryczną wytwarzały dwa turbogeneratory prądu stałego 240 V Westinghouse o mocy 100 kVA (okręty posiadały też awaryjny generator wysokoprężny o mocy 136 KM). Okręty zabierały 500-550 ton mazutu, co zapewniało zasięg maksymalny 6000 mil morskich przy prędkości ekonomicznej 15 węzłów.
Okręty były uzbrojone w cztery pojedyncze działa uniwersalne kal. 127 mm Mark 12 L/38 (jedno na pokładzie dziobowym, jedno w superpozycji na nadbudówce dziobowej, jedno na pokładzie rufowym i jedno na nadbudówce rufowej, także w superpozycji), wyprodukowane przez Bethlehem Steel. Broń przeciwlotniczą stanowiły cztery działka Bofors kal. 40 mm Mark 1/2 L/56 (2 x II) oraz cztery pojedyncze działka Oerlikon kal. 20 mm L/70. Uzbrojenie uzupełniały: poczwórny aparat torpedowy kal. 533 mm oraz cztery miotacze bomb głębinowych i dwie zrzutnie bomb głębinowych. Wyposażenie radioelektroniczne obejmowało m.in. system kierowania ogniem i sonar.
Załoga pojedynczego okrętu składała się ze 190 oficerów, podoficerów i marynarzy.

## Służba
Okręty typu Marcílio Dias zostały wcielone do służby w Marinha do Brasil 29 listopada 1943 roku. Jednostki otrzymały numery taktyczne M-1 – M-3. Okręty pełniły służbę podczas II wojny światowej, wchodząc w 1944 roku w skład Północno-Wschodniego Zgrupowania Morskiego, operującego z Recife wraz z amerykańską 4 Flotą. Niszczyciele uczestniczył m.in. w eskortowaniu konwojów do Europy z żołnierzami Brazylijskiego Korpusu Ekspedycyjnego w lipcu i listopadzie 1944 oraz w lutym 1945 roku. 4 grudnia 1945 roku trzy bliźniacze jednostki znalazły się w składzie 1. Flotylli Niszczycieli, a od 31 stycznia 1953 roku okręty te tworzyły 1. Dywizjon 1. Eskadry Niszczycieli. W tym czasie zmieniono ich numery burtowe na D-24 – D-26. W 1966 roku ze służby wycofane zostały „Marcílio Dias” i „Greenhalgh”, a „Mariz e Barros” poddano modernizacji uzbrojenia: usunięto dwie armaty kal. 127 mm i wszystkie działka Oerlikon kal. 20 mm, montując w zamian poczwórny rakietowy zestaw przeciwlotniczy Sea Cat GWS20 i dwa miotacze rakietowych bomb głębinowych Hedgehog. Okręt otrzymał też nowe wyposażenie radioelektroniczne, m.in. dwa radary obserwacji okrężnej (AN/SPS-4 i AN/SPS-6C z IFF), radar kierowania ogniem artyleryjskim Mk 28 dla systemu kierowania ogniem Mk 33, cztery urządzenia naprowadzania kierunku dla dział 127 mm i 40 mm i sonar QCR-1. Ostatni z niszczycieli typu Marcílio Dias służył do sierpnia 1972 roku, kiedy został skreślony z listy floty.